# Monica Sabolo

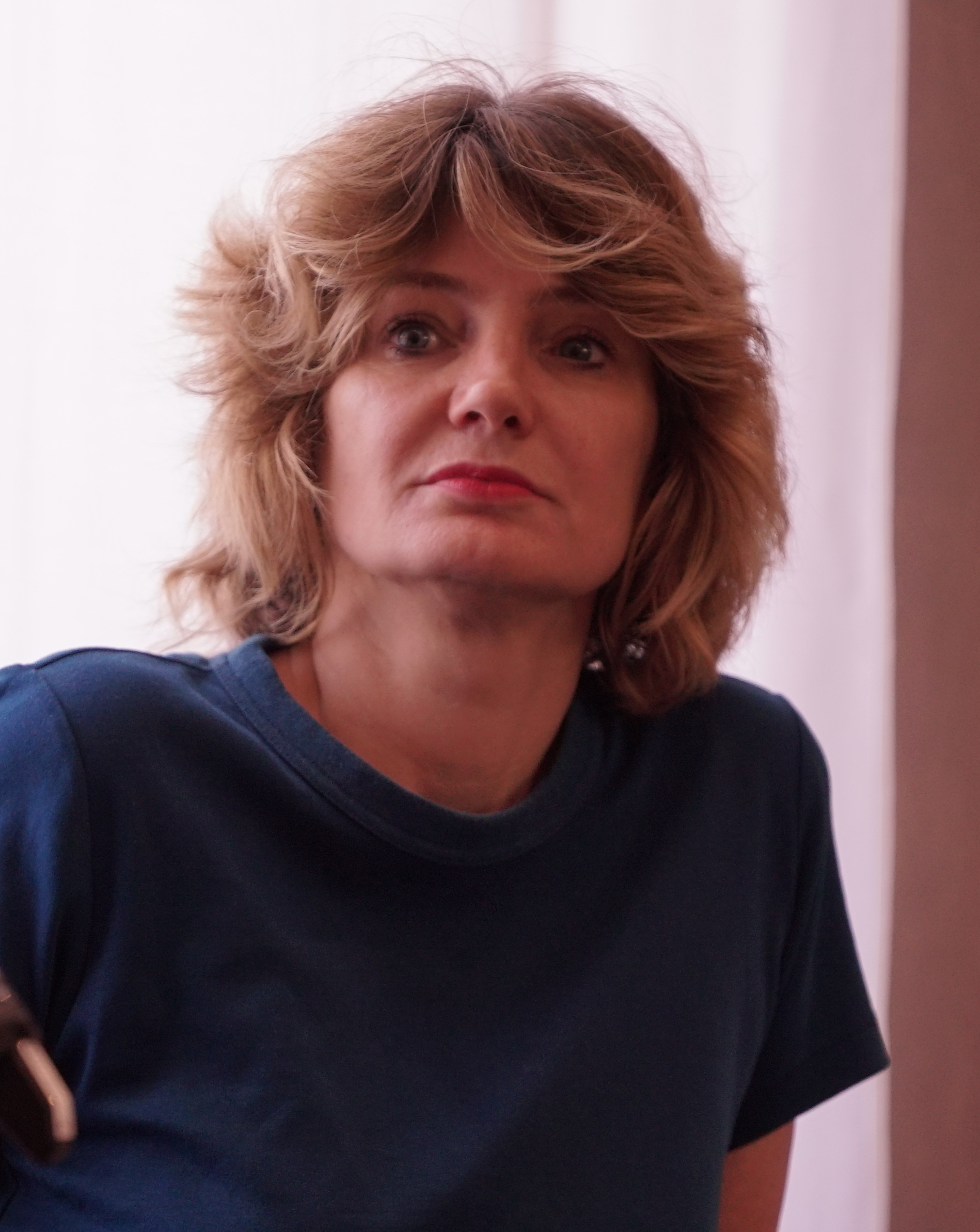
Monica Sabolo

Monica Sabolo (* 1971 in Mailand, Italien) ist eine französische Journalistin und Schriftstellerin.

## Werdegang
Geboren in Mailand, wuchs Sabolo in Genf, Schweiz auf, wo sie auch studierte. Nachdem sie sich für den Tierschutz beim WWF zuerst in Französisch-Guayana, dann in Kanada engagierte, begann sie 1995, beim  neu gegründeten Magazin Terre et Océans als Journalistin zu arbeiten.

## Arbeit als Journalistin
Monica Sabolo arbeitete zunächst in den Redaktionen von Voici und Elle. Mit der Lancierung des Magazins Grazia wurde Sabolo dessen Chefredakteurin für den Bereich „Culture and People“. Anfang 2013 nahm sie ein Sabbatjahr, um ihren dritten Roman Das hat alles nichts mit mir zu tun zu schreiben, für den sie den Prix de Flore verliehen bekam.
Im Jahr 2014 entschied sich Sabolo, Drehbuchautorin zu werden.

## Literarisches Schaffen
Sabolos erstes Buch Le Roman de Lili erschien im Jahr 2000. Es folgte, fünf Jahre später, Jungle. Für ihren autobiographischen Roman Das hat alles nichts mit mir zu tun wurde ihr in der ersten Abstimmung der Prix de Flore verliehen. Dieser legendäre Literaturpreis umfasst einen Scheck über 6.100 € sowie ein Glas, auf dem der Name des Preisträgers eingraviert wird, und das diesen ein Jahr lang dazu berechtigt, Pouilly-fumé im Café de Flore in Paris zu trinken.
2017 wurde ihr Roman Summer veröffentlicht, der Finalist beim Prix Goncourt des lycéens und beim Prix du roman des étudiants France Culture – Télérama war.

## Werke
- Le Roman de Lili, éditions Jean-Claude Lattès, 2000, 188 p. (ISBN 2-7096-2161-4)
- Jungle, éditions JC Lattès, 2005, 299 p. (ISBN 2-7096-2260-2)
- Tout cela n'a rien à voir avec moi, éditions JC Lattès, 2013, 153 Seiten. (ISBN 978-2-7096-4465-5)7,8 – prix de Flore 2013
  - Das alles hat nichts mit mir zu tun. Eine Liebesinventur. Aus dem Französischen von Nina Hübner. Suhrkamp, 2014, 156 Seiten. ISBN 978-3-518-46547-9[5]
- Crans-Montana, éditions JC Lattès, 2015, 240 Seiten (ISBN 978-2-7096-5045-8) — grand prix SGDL du roman 2016
  - Die Goldenen Tage. Aus dem Französischen von Christian Kolb. Suhrkamp 2016, 213 Seiten. ISBN 978-3-518-46721-3[6]
- Summer, éditions JC Lattès, 2017, 320 p. (ISBN 978-2-7096-5982-6)
  - Summer. Aus dem Französischen von Christian Kolb. Suhrkamp 2018, 253 Seiten. ISBN 978-3-458-17765-4[7]